# Duschinsky Dov
Duschinsky Dov Ber, névváltozata: Duschinszky Bernát (Hontnádas, 1838. március 15. körül – Rákospalota, 1921. november 9.) 1866-tól Námesztó ortodox zsidó főrabbija.

## Élete
A Pozsony megyei Nádason született Duschinszky Mayer és Deutsch Róza gyermekeként. Tanulmányainak befejezése után, rabbiképesítését Pozsonyban szerezte meg. 1866-ban hívták meg a námesztói rabbiszékbe és itt nagy tudásával tekintélyt szerzett. Működési helyén nagy jesivát tartott fenn. Mint az 1868. évi zsidó kongresszus résztvevője, az ortodox felfogást vallotta. Községét 52 esztendőn keresztül vezette. Az 1919-es forradalom elpusztította házát, könyveit és iratait. Fiánál Rákospalotán telepedett le és itt maradt élete végéig, 1921-ig. Fia volt Duschinsky Jakab Kopel londoni rabbi, héber író és Duschinsky Mihály rákospalotai rabbi.

## Családja
Házastársa Reich Katalin (1843–1919) volt, Reich Jakab és Justh Sára lánya.
Gyermekei
- Duschinszky Róza (1869–1938). Férje Schwarcz Adolf (1863–1945).
- Duschinszky Mihály (1871–1939) rabbi
- Duschinszky Melánia (1883–1943). Férje Rosenbaum Lipót.